# Afanasij Ordin-Naszczokin
Afanasij Ławrientjewicz Ordin-Naszczokin, ros. Афанасий Лаврентьевич Ордин-Нащокин (ur. 1605, zm. 1680) – rosyjski polityk i wysoki urzędnik państwowy, uważany za jednego z najważniejszych w XVII-wiecznym Carstwie Rosyjskim.
Był synem biednego urzędnika z Pskowa, kształcił się w łacinie, języku niemieckim i matematyce. Karierę urzędniczą rozpoczął w 1642 roku, biorąc udział w delimitacji granicy rosyjsko-szwedzkiej po traktacie w Stołbowie. Szybko zdobył uznanie w Rosji jako specjalista od spraw niemieckich. Był także jednym z pierwszych Rosjan zbierających zagraniczne książki.
W 1650 roku zwrócił na siebie uwagę cara Aleksego. W czasie wojny przeciw Szwecji w latach 1656–1658 kierował armią.
W 1657 roku został ministrem odpowiedzialnym za rozmowy pokojowe ze Szwecją. Był jednym z pierwszych, którzy dostrzegli ogromną wartość każdego, najmniejszego skrawka bałtyckiego wybrzeża dla polityki i gospodarki rosyjskiej. Jego negocjacje zakończyły się z sukcesem w Valiesari.
W 1660 roku skierowano go na rozmowy mające potwierdzić warunki rozejmu z Valiesari. Mediatorem w negocjacjach był król Anglii Karol II Stuart. Ostatecznie Rosjanom udało się zatrzymać Inflanty, co znacznie przyczyniło się do rozwoju rosyjskiego handlu. Ordin nie brał udziału w końcowej fazie rozmów, opuszczając miejsce obrad. Pokój w Kardis podpisano 21 czerwca 1661 roku. Jesienią 1661 roku brał udział jako dowódca w wojnie przeciwko Rzeczypospolitej.
Brał udział w negocjacjach mających zakończyć wojnę przeciw Polsce z lat 1654-1667. Rozejm andruszowski, który wynegocjował, był dla Rosji niezwykle korzystny, gdyż dawał jej zdobycze terytorialne i umacniał jej pozycję na wschodzie Europy. Po powrocie do Rosji został nobilitowany na bojara pierwszej klasy i nagrodzony kierowaniem carskim ministerstwem spraw zagranicznych oraz kanclerstwem.
W późniejszym okresie wprowadził w Rosji elementy polityki merkantylnej, która miała pomóc w rozwoju rosyjskiego handlu i eksportu. Zbudował także system pocztowy, działający pomiędzy Rzecząpospolitą, Kurlandią i Rosją.
Został zdymisjonowany w lutym 1671 roku i zesłany do monastyru krypeckiego pod Pskowem, gdzie przyjął imię Antoni.